# 389 Индустрија
389 Индустрија (лат. 389 Industria) је астероид главног астероидног појаса са пречником од приближно 79,23 km.
Афел астероида је на удаљености од 2,780 астрономских јединица (АЈ) од Сунца, а перихел на 2,440 АЈ.
Ексцентрицитет орбите износи 0,065, инклинација (нагиб) орбите у односу на раван еклиптике 8,124 степени, а орбитални период износи 1540,913 дана (4,218 године).
Апсолутна магнитуда астероида је 7,88 а геометријски албедо 0,198.
Астероид је откривен 8. марта 1894. године.